# Marijke Vos (politicus)
Maria Bernardina (Marijke) Vos (Leidschendam, 4 mei 1957) is een Nederlandse politica voor GroenLinks.

## Levensloop voor de politiek
Na het gymnasium studeerde Vos biologie aan de Landbouwhogeschool Wageningen, ze studeerde af in 1983. Van 1984 tot 1990 werkte ze bij Milieudefensie. Van 1990 tot 1992 was ze docent milieukunde aan het Centrum voor Milieukunde van de Rijksuniversiteit Leiden

## Tweede Kamer
Van 1990 tot 1994 was ze partijvoorzitter van GroenLinks. Op 17 mei 1994 werd ze benoemd tot Tweede Kamerlid voor GroenLinks, ze hield zich bezig met zaken op het gebied van landbouw, natuur, energie, klimaat en buitenlands beleid. Deze functie zou ze uitoefenen tot mei 2006. Marijke Vos ontving in 1997 de prijs dierenbeschermer van het jaar van de Dierenbescherming. In 2002 werd ze gekozen tot voorzitter van de parlementaire enquêtecommissie naar de bouwfraude, hiermee behaalde ze een landelijke bekendheid. Ze was ook voorzitter van de voorbereidende tijdelijke commissie bouwfraude. In 2003 verving ze Femke Halsema als fractieleider toen Halsema zwanger was. In 2005 en 2006 zat Vos in de Parlementaire onderzoekscommissie die het tbs-stelsel onder de loep nam. Tot 2000 was ze tevens bestuurslid van de Stichting Milieukontakt Oost-Europa.

## Wethouder te Amsterdam

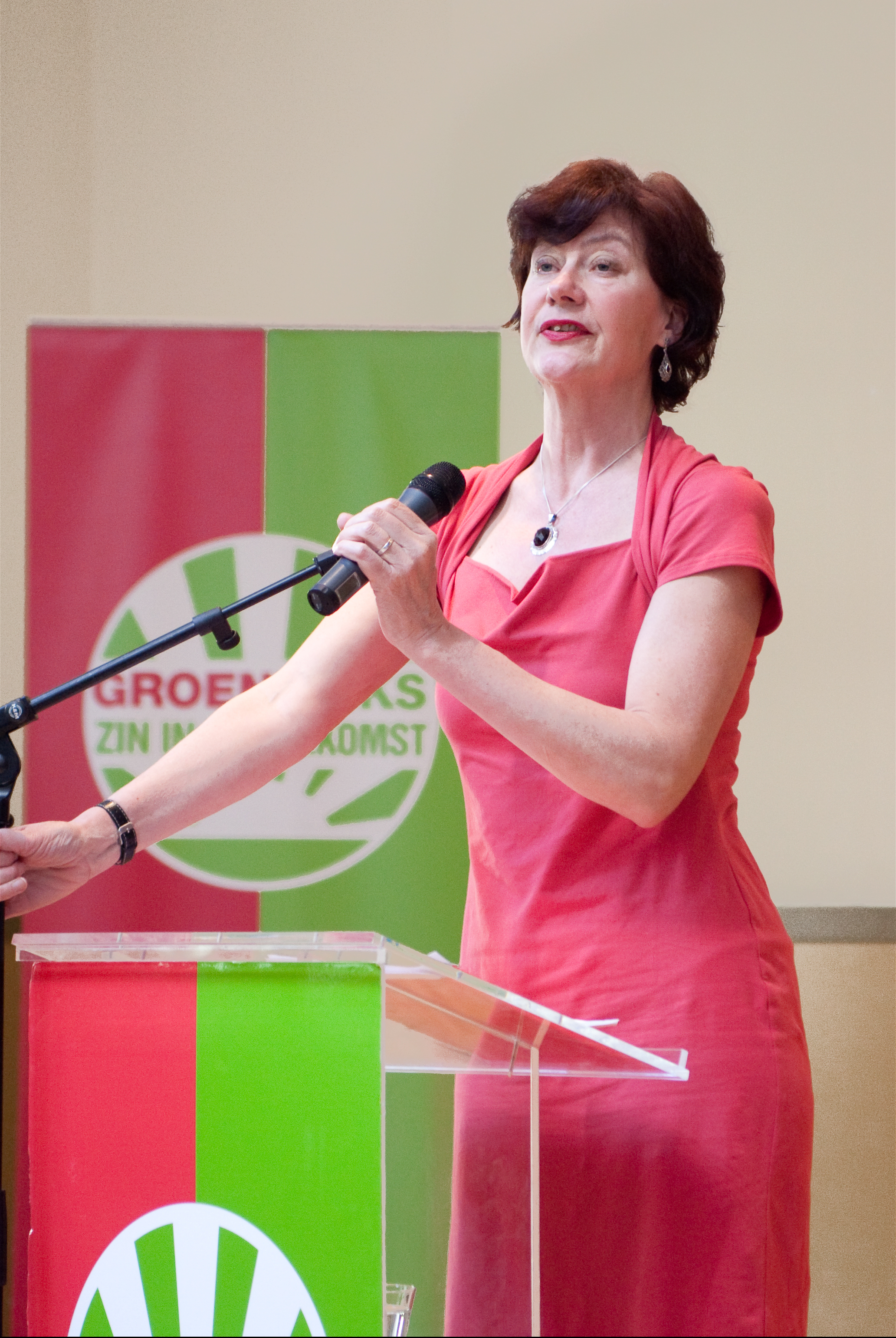
Marijke Vos (foto Hans van Egdom)

Op 23 mei 2006 trad ze af als Tweede Kamerlid om wethouder te worden in Amsterdam. Vos kreeg de portefeuilles Zorg, Milieu, Personeel en Organisatie, Openbare Ruimte en Groen.
In najaar 2006 kwam Vos in opspraak wegens de ramp met het schip Probo Koala. Dit schip dumpte gif in Abidjan (Ivoorkust), waarna 10 mensen overleden en tienduizenden mensen ziek werden. Eerder had het schip de haven van Amsterdam aangedaan; hierbij was de giftige lading eerst afgevoerd, maar later werd door de gemeentelijke havenautoriteiten toegestaan dat het gif weer in het schip werd teruggepompt. Vervolgens mocht het schip - met gif en al - de haven verlaten. Na onderzoek erkende de gemeente Amsterdam dat er fouten waren gemaakt met het schip en dat Marijke Vos als wethouder verantwoordelijk was. Vos trad niet af en bleef wethouder voor GroenLinks in Amsterdam.
Later kwam ze wegens enkele milieuprojecten in opspraak en ontsnapte ze aan een motie van afkeuring. Haar plan om oude auto's uit de binnenstad van Amsterdam te weren, bleek volgens een onderzoek geen enkel effect te hebben; Vos hield het onderzoek onder de pet. Nadat via de pers de bevindingen alsnog naar buiten kwamen, wankelde haar positie. Daarna kwam ze in de problemen met een nieuw initiatief, het opzetten van een gemeentelijk 'groen' energiebedrijf. Uit onderzoek van PricewaterhouseCoopers bleek dat het een slecht plan was, maar Vos liet een bevriende Volkskrant-journalist optekenen dat PWC het energiebedrijf nodig vond om de Amsterdamse milieu-ambities te realiseren. De journalist was een compagnon van haar Franse wijnboerderij. Coalitiegenoot de PvdA liet wethouder Vos niet vallen.
Op 11 september 2009 gaf Marijke Vos te kennen zich niet beschikbaar te stellen als wethouder voor de collegeperiode 2010-2014: "Na 16 jaar actief politiek bedrijven is het tijd voor een andere stap."
In 2011 werd Vos voor GroenLinks gekozen tot lid van de Eerste Kamer. Op 25 september 2018 verliet ze de Kamer.

## Raad van State
Op 31 augustus 2018 werd zij door het kabinet voorgedragen om per 1 oktober dat jaar de functie te gaan vervullen van staatsraad bij de Afdeling advisering van de Raad van State.

## Nevenfuncties
- Lid Taskforce Biodiversiteit en Natuurlijke Hulpbronnen. Deze taskforce is bedoeld om het kabinet suggesties te doen voor het behoud en duurzaam gebruik van biodiversiteit op de langere termijn.
- Bestuursvoorzitter van Sociaal Werk Nederland, brancheorganisatie voor Sociaal werk (Welzijn & Maatschappelijke Dienstverlening), van 20 juni 2011 tot 1 oktober 2018.